# Хамак
Хамак е вид легло за спане или почивка, изработено от въжета (памучни, синтетични и др.) или въжета и плат, което се закача в двата му края за неподвижни опори. Изработено е за първи път в древността, в района на делтата на Амазонка, Южна Америка. Характерна за хамака е възможността за люлеене.
Родината на хамака е Колумбия, където традиционният стил на изработка предполага заплитане на нишките в края на ръчно тъканото памучно платно в красиви шарени плитчици, наречени „кадейос“. По този начин се постига оптимално разпределение на тежестта върху всяка отделна нишка на хамака и съответно много по-голяма здравина между тъканта и въжетата. Основен проблем на евтините хамаци, предлагани в днешно време на пазара, е лошото качество на памука и най-слабото им място – пришиването на въжето към плата, което в повечето случаи е изработено лошо и не гарантира нужната здравина. Латиноамериканските хамаци традиционно не ползват рейки, а при тях е характерна голяма широчина на платното до 140/160 см, за да може да се ползват в така наречената „диагонална позиция“, осигуряваща по добра стабилност и опора на гръбнака и повече комфорт при лежане (избягва се провисването).
За колумбийските хамаци са характерни пъстрите, шарени тъкани, в най-живописни ярки краски, излъчващи много колорит и настроение. Бразилските хамаци са известни най-вече със своите оплетки тип „макраме“ или множеството дантели по краищата, плетени на една кука. В Мексико е популярен хамакът подобен на фина рибарска мрежа без възли. Там нишките са само силно преплетени една с друга по дължина на хамака и образуват съвсем малки дупчици без да се завързват помежду си – мрежеста структура. Основно преимущество на този тип хамаци е сравнително по-малкият им обем в сгънато състояние и най-вече доброто проветрение. Предназначени за горещи тропически региони, където може да се оцени прохладата от полъха на морския бриз.